# Defenestração

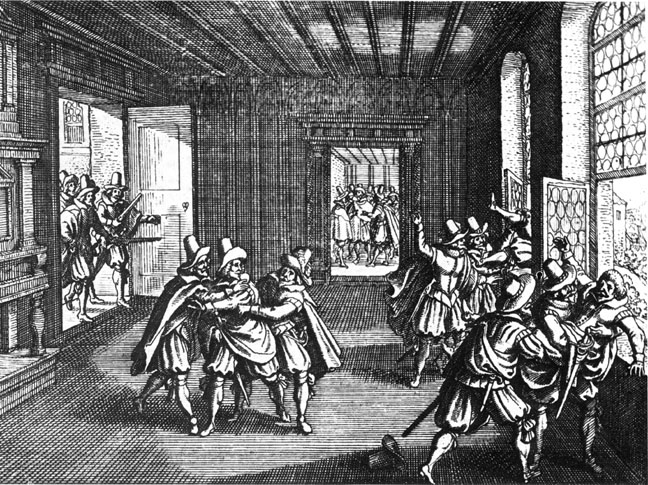
As Defenestrações de Praga em 1618: gravura de Matthäus Merian.

Defenestração é o ato de atirar algo por uma janela. Refere-se, contudo, mais especificamente ao ato de atirar pessoas de uma janela com a intenção de assassinar ou ao caso de suicídio. O termo provém da palavra latina para janela, fenestra.
A defenestração, no caso concreto da aplicação a pessoas, foi uma prática corrente no século XVII (embora já viesse do século anterior, tendo sido usada na matança de São Bartolomeu), nomeadamente na Guerra dos Trinta Anos. Ficou famoso o episódio das "Defenestrações de Praga" (1618), tendo os nobres protestantes da Boémia invadido o castelo da capital e arremessado representantes do Governo Imperial pelas janelas. Este foi, a par da demolição de duas Igrejas Luteranas na Boémia por parte das forças católicas do Sacro Império Romano-Germânico, um dos episódios determinantes na deflagração do conflito no continente.
Uma suposta defenestração ocorreu em Portugal, no contexto da Restauração da Independência. A vítima teria sido o Secretário de Estado Miguel de Vasconcelos, personagem odioso aos olhos dos portugueses por colaborar com a Dinastia Filipina, na manhã do dia 1 de dezembro de 1640, atirado das janelas do Paço da Ribeira para o Terreiro do Paço. No entanto, embora o corpo tenha sido de facto atirado pela janela, Miguel de Vasconcelos já tinha sido morto a tiro pelos conjurados.
Já antes disso, também em Portugal, nos momentos tensos da crise de 1383-1385, o bispo de Lisboa, D. Martinho de Zamora, de origem castelhana e por isso suspeito de colaborar com o inimigo, foi atirado pelas janelas da Sé de Lisboa em 1383, pela população enraivecida.

## Casos
Brasil
No dia 29 de março de 2008 a pequena criança Isabella Nardoni, de cinco anos de idade, foi defenestrada do sexto andar de um edifício em São Paulo, naquele que ficou conhecido como o Caso Isabella Nardoni.
Em 20 de dezembro de 2009, o ex-modelo e figurante de televisão, Wesley Félix Pereira, cometeu suicídio ao defenestrar-se do décimo andar de um prédio no Rio de Janeiro.
No dia 22 de julho de 2018, a advogada brasileira Tatiane Spitzner, foi jogada da sacada do 4º andar de um prédio no centro de Guarapuava, na região central do Paraná. O marido dela, Luis Felipe Manvailer, foi preso e indiciado pelo crime. O laudo do exame de necropsia do Instituto Médico Legal (IML) confirmou que a morte de Tatiane Spitzner foi por asfixia mecânica, causada por esganadura e com sinais de crueldade.